# Liste des chefs touaregs de l'Azawagh
 (juin 2020).
Si vous disposez d'ouvrages ou d'articles de référence ou si vous connaissez des sites web de qualité traitant du thème abordé ici, merci de compléter l'article en donnant les références utiles à sa vérifiabilité et en les liant à la section « Notes et références ».
Cet article présente la liste des chefs touaregs (imenokalan) de l'Azawagh, de la confédération  Tagaraygarayt. Ces chefs touaregs sont issus traditionnellement des tribus Kel aghlal et Attawari puis tribu des Kel Nan.
- 1655 - ? : Khadakhada
- ? - ca. 1700 : Mukhammad ag AbuyAkhya dit Wa Ismudan
- 1700 - 1750 : AttAfrij
- 1750 - ? : Karoza ag AttAfrij
- ? - 1804 : Muda ag Karoza
- 1804 - 1807 : Khəttutu ag Muda
- 1807 - 1816 : Aljilani agg Ibrahim
- 1816 - 1819 : Alghərəb ag Khəttutu dit Aghabba
- 1819 - 1840 : Buḍal ag Kaṭămi dit Balla
- 1840 - 1875 : Musa ag Buḍal
- 1875 - 1905 : Makhammad ag Ghabdəssalam
- 1905 - 1908 : Ismaghil ag Lasu
- 1908 - 1917 : Alkhurer ag Arraqqabi